# Lijst van presidenten van Tsjechië
Dit is een lijst van presidenten van Tsjechië, sinds de opsplitsing van Tsjechoslowakije in Tsjechië en Slowakije op 1 januari 1993. De Tsjechische president is het staatshoofd, met voornamelijk ceremoniële functie. Zijn belangrijkste machtsmiddel is het veto, waarmee hij een wetsontwerp kan terugsturen naar het parlement. Het parlement kan overigens vervolgens dat veto terzijde schuiven. 
De Tsjechische president werd oorspronkelijk gekozen door het parlement, maar sinds 2013 worden er algemene verkiezingen georganiseerd. Een ambtstermijn bedraagt vijf jaar en de president mag zich na twee ambtstermijnen niet meer verkiesbaar stellen. Als er na een ambtstermijn niet direct aansluitend een nieuwe president is gekozen, vervallen tijdelijk een aantal presidentiële functies en middelen aan de premier en andere aan de voorzitter van de kamer der gedeputeerden.
De president in Tsjechië heeft grotendeels een ceremoniële functie. Hij vertegenwoordigt Tsjechië in het buitenland en benoemt de premier, de rechters van het grondwettelijke hof en de raad van de nationale bank.

## Presidenten van Tsjechië (1993–heden)
| Nr. | President | President    | President                | Ambtstermijn    | Ambtstermijn    | Partij(en) | Verkiezing(en) |
| --- | --------- | ------------ | ------------------------ | --------------- | --------------- | ---------- | -------------- |
| 1   |           | Václav Havel | Václav Havel (1936–2011) | 2 februari 1993 | 2 februari 2003 | O          | 1993           |
| 1   | 1998      | Václav Havel | Václav Havel (1936–2011) | 2 februari 1993 | 2 februari 2003 | O          |                |
| 2   |           | Václav Klaus | Václav Klaus (1941)      | 7 maart 2003    | 7 maart 2013    | ODS        | 2003           |
| 2   | 2008      | Václav Klaus | Václav Klaus (1941)      | 7 maart 2003    | 7 maart 2013    | ODS        |                |
| 3   |           | Miloš Zeman  | Miloš Zeman (1944)       | 8 maart 2013    | 8 maart 2023    | SPO        | 2013           |
| 3   | 2018      | Miloš Zeman  | Miloš Zeman (1944)       | 8 maart 2013    | 8 maart 2023    | SPO        |                |
| 4   |           | Petr Pavel   | Petr Pavel (1961)        | 9 maart 2023    | heden           | O          | 2023           |